# Le Bal de l'horreur (film, 1980)
Pour les articles homonymes, voir Le Bal de l'horreur.
Série Le Bal de l'horreur
Hello Mary Lou
(1987)
Pour plus de détails, voir Fiche technique et Distribution.
Le Bal de l'horreur (Prom Night) est un film canadien réalisé par Paul Lynch, sorti en 1980. L'intrigue du film suit un groupe de lycéens ciblés à leur bal par un tueur masqué, cherchant à se venger de la mort accidentelle d'une jeune fille six ans plus tôt. Le film présente des performances de soutien de Casey Stevens, Eddie Benton, Mary Beth Rubens et Michael Tough.
Prom Night en version originale anglaise a été tourné à Toronto, Ontario, Canada, à la fin de 1979 avec un budget de 1,5 million de dollars. Distribué par Astral Films au Canada et AVCO Embassy Pictures aux États-Unis, le film est sorti le 18 juillet 1980 dans certaines salles de cinéma et a été un succès financier immédiat. La plate-forme de sortie en salles du film a été étendue aux grandes villes américaines telles que Los Angeles et New York en août, où le film a de nouveau rencontré des recettes élevées au box-office. À l'époque, le film était la sortie la plus réussie financièrement d'AVCO Embassy, battant des records du week-end à Los Angeles, Philadelphie et en Nouvelle-Angleterre.
À la fin de la sortie en salles du film, Prom Night avait rapporté 15 millions de dollars aux États-Unis et était le film d'horreur le plus rémunérateur au Canada en 1980. La réaction critique du film était variée et rejetée pour les représentations du film de la violence contre les jeunes femmes, tandis que d'autres louant alternativement Prom Night pour le contenu violent plus discret du film. Il a reçu des éloges de la critique, remportant des nominations aux prix Génie pour le montage et aussi pour la performance principale de Jamie Lee Curtis. Une coupe alternative du film a été diffusée sur les chaînes de télévisions américaines et canadiennes en 1981.
Dans les années qui ont suivi, Prom Night a acquis un culte substantiel pour le contenu d'horreur du film et aussi pour l'album de la bande originale du film (qui a été publié par RCA Records au Japon en 1980). Certains spécialistes du cinéma ont cité Prom Night comme l'un des films de slasher les plus influents de l'époque. Plusieurs sociétés ont sorti le film en vidéo et il est également sorti sur DVD par Anchor Bay Entertainment en 1998. Une édition Blu-ray remasterisée du film a été publiée par Synapse Films en 2014.

## Synopsis
En 1974, Wendy Richards, Jude Cunningham, Kelly Lynch et Nick McBride, 11 ans, jouent à cache-cache dans un couvent abandonné. Lorsque Robin Hammond, 10 ans, essaie de les rejoindre, le groupe commence à la taquiner, en répétant "Tuez! Tuez! Tuez!", Et faisant tomber accidentellement une Robin effrayée à travers une fenêtre du deuxième étage. Les enfants concluent un pacte pour ne dire à personne ce qui s'est passé et garder l'incident secret et ils partent. Juste à ce moment, l'ombre d'une personne invisible qui a été témoin de la mort de Robin traverse son corps.
Six ans plus tard, en 1980, la famille de Robin assiste à son mémorial à l'occasion de l'anniversaire de sa mort. La sœur aînée de Robin, Kim et son frère jumeau Alex, se préparent pour le bal de fin d'année qui aura lieu ce soir-là. Kelly, Jude et Wendy commencent à recevoir des appels téléphoniques obscènes anonymes, tandis que Nick ignore son téléphone qui sonne.
Kim et Nick sortent maintenant ensemble et prévoient d'assister au bal ensemble. Jude est interrogé par le farceur maladroit Seymour "Slick" Crane, qu'elle rencontre par hasard. Kelly part avec Drew, son petit ami. Wendy, l'ex-petite amie de Nick, invite l'intimidateur de l'école Lou au bal de promo dans le seul but d'embarrasser Nick et sa rivale Kim. Dans le vestiaire après le cours de gym, Kim et Kelly découvrent le miroir du vestiaire fissuré avec un éclat manquant. Plus tard, Wendy, Jude et Kelly trouvent chacun leurs photos d'annuaire poignardées avec un morceau de verre. Pendant ce temps, le père de Kim et Alex (également directeur de l'école) apprend que le délinquant sexuel responsable de la mort de Robin s'est évadé d'un établissement psychiatrique. Le lieutenant McBride, le père de Nick, enquête sur sa disparition.
Pendant le bal des finissants, Kelly et Drew s'embrassent dans le vestiaire, mais Kelly encore vierge, refuse d'avoir des relations sexuelles et Drew quitte en  colère. Alors que Kelly s'habille, un personnage non identifié portant un masque de ski et des vêtements entièrement noirs s'approche d'elle et lui tranche la gorge avec un éclat de miroir. Jude et Slick ont des relations sexuelles et fument de la marijuana dans sa camionnette garée à l'extérieur de l'école. Ils sont attaqués par le tueur masqué, qui poignarde Jude à la gorge. Slick se débat avec le tueur, qui saute du véhicule avant que Slick ne tombe d'une falaise et meurt. En jalonnant le bal, McBride est informée que le délinquant sexuel accusé de la mort de Robin a été arrêté.
Brandissant maintenant une hache, le tueur affronte et poursuit Wendy à travers l'école. Évitant le tueur à plusieurs reprises, elle hurle lorsqu'elle découvre le corps de Kelly dans une salle de stockage et est tuée à coups de hache. Le concierge alcoolique de l'école, Sykes, est témoin du meurtre de Wendy et tente d'informer le personnel de l'école, mais ils le rejettent comme une diatribe ivre. Pendant ce temps, Kim et Nick se préparent à être couronnés roi et reine du bal, mais Lou et ses laquais attachent Nick, et Lou prend sa couronne. Le prenant pour Nick, le tueur s'approche de Lou par derrière et le décapite. La tête coupée de Lou roule sur la piste de danse, faisant fuir les spectateurs du bal avec horreur.
Kim retrouve Nick et le libère. Alors qu'ils se préparent à s'échapper, ils sont confrontés au tueur qui attaque Nick mais pas Kim. Dans la bagarre qui s'ensuit, Kim frappe la tête du tueur avec la hache. Elle et le tueur se regardent et Kim réalise son identité. Le tueur court à l'extérieur où la police est arrivée. Le tueur s'effondre et se révèle être Alex, qui explique à Kim qu'il a été témoin de la mort de leur sœur… et que Jude, Kelly, Wendy et Nick en sont responsables. Il crie le nom de Robin avant de mourir dans les bras de Kim, celle-ci pleure son défunt frère.

## Fiche technique
- Titre : Le Bal de l'horreur
- Titre original : Prom Night
- Réalisation : Paul Lynch
- Scénario : William Gray, d'après une histoire de Robert Guza Jr.
- Production : Peter et Richard Simpson
- Société de production : Quadrant Trust Company et Simcom Limited
- Distribution :
  -  Canada : Astral Films
  -  États-Unis : AVCO Embassy Pictures
- Musique : Paul Zaza et Carl Zittrer
- Photographie : Robert C. New
- Montage : Brian Ravok
- Décors :
- Costumes :
- Pays de production :  Canada
- Genre : horreur
- Durée : 90 minutes
- Format : Couleur - Son : Monophonique - 1,85:1 - Format 35 mm
- Budget : 1,6 million $CAN[1]
- Box-office :  États-Unis : 14 796 236 $US[1]
- Dates de sortie :
  - États-Unis : 18 juillet 1980
  - Canada : 12 septembre 1980
  - France : 19 décembre 1980
- Interdit aux moins de 12 ans

## Distribution

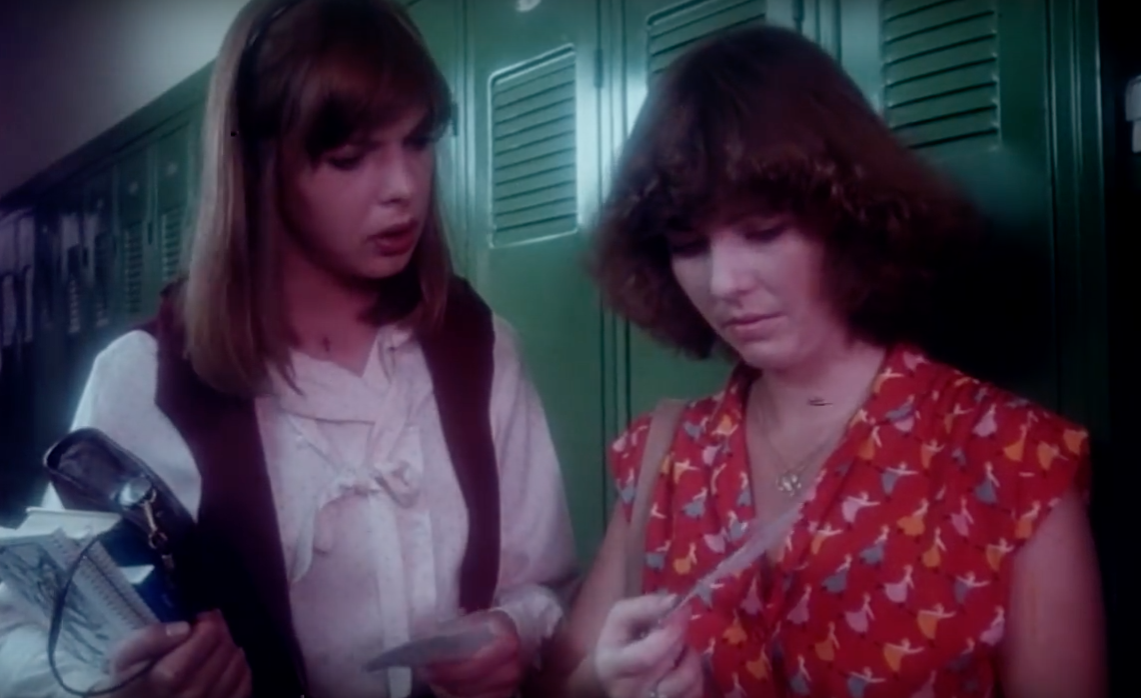
Mary Beth Rubens et Joy Thompson dans une scène du film.

- Jamie Lee Curtis (VF : Béatrice Bruno) : Kim Hammond
- Casey Stevens (VF : José Luccioni) : Nick McBride
- Michael Tough : Alex Hammond
- Leslie Nielsen (VF : Yves Massard) : Raymond Hammond
- Anne-Marie Martin : Wendy Richards
- Joy Thompson (VF : Sylvie Feit) : Jude Cunningham
- George Touliatos (VF : Claude Joseph) : Le lieutenant Darryl McBride
- Antoinette Bower : Val Hammond
- Mary Beth Rubens : Kelly Lynch
- Sheldon Rybowski (VF : Alain Flick) : Seymour 'Tilt' Crane
- Robert A. Silverman : Sanford Sykes
- Pita Oliver (VF : Emmanuelle Bondeville) : Vicki Cantrell
- David Mucci (VF : Dominique Collignon-Maurin) : Lou Farmer
- Jeff Wincott (VF : Jean-François Vlérick) : Drew Shinnick
- Melanie Morse MacQuarrie : Henri-Anne Weller
- David Gardner (VF : Claude D'Yd) : Dr. Rupert Fairchild
- Ardon Bess (VF : Med Hondo) : Le professeur

## Distinctions

### Nominations
- 1981 : nommé au Prix Génie pour le meilleur montage
- 1981 : nommé au Prix Génie pour Jamie Lee Curtis dans la catégorie meilleure actrice